# Rockland (musikalbum)
Rockland är det tredje studioalbumet av den norska gruppen Katzenjammer, utgivet den 16 januari 2015 på Propeller Recordings. Det producerades av Victor Van Vugt och titeln Rockland är en referens till Allen Ginsberg. Albumet nådde nionde plats i Norge men blev en  större succé i Tyskland där det nådde femte plats.
Första singeln, "Lady Grey", släpptes som digital nedladdning den 17 november 2014. Videon till låten hade premiär på Youtube den 6 januari 2015. En video gjordes även till "My Dear", vilken publicerades den 27 april 2015.

## Inspelning
Rockland spelades in vid PhatCat Studios och Propeller Music Division i Oslo.

## Låtlista
| Nr  | Titel                | Text                                      | Musik                        | Längd |
| --- | -------------------- | ----------------------------------------- | ---------------------------- | ----- |
| 1.  | Old De Spain         | Mats Rybø, Anne Marit Bergheim            | Rybø, Bergheim               | 4:40  |
| 2.  | Curvaceous Needs     | Marianne Sveen                            | Odd Nordstoga, Sveen         | 3:27  |
| 3.  | Oh My God            | Solveig Heilo                             | Heilo                        | 3:25  |
| 4.  | Lady Grey            | Sveen                                     | Sveen                        | 3:18  |
| 5.  | My Own Tune          | Turid J. Honerud, Ole-Kristian J. Honerud | T. J. Honerud, Stian Kårstad | 2:47  |
| 6.  | Shine Like Neon Rays | Heilo, Rybø                               | Heilo, Rybø                  | 4:54  |
| 7.  | Driving After You    | Sveen                                     | Sveen                        | 3:54  |
| 8.  | Flash in the Dark    | Rybø, Bergheim                            | Rybø, Bergheim               | 3:59  |
| 9.  | My Dear              | Heilo                                     | Heilo, David Bvrn            | 3:05  |
| 10. | Bad Girl             | Heilo                                     | Heilo                        | 3:57  |
| 11. | Rockland             | Rybø                                      | Bergheim                     | 5:01  |

## Medverkande
Katzenjammer
- Anne Marit Bergheim – instrument, sång
- Solveig Heilo – instrument, sång, ljudtekniker (Press Play on Tape), omslagsdesign
- Turid J. Honerud – instrument, sång
- Marianne Sveen – instrument, sång, ljudtekniker (Livingroom Studios)

Övriga musiker
- Kristoffer Bonaksen – körsång
- Jacob Dobewall – körsång
- Marius D. Hagen – körsång
- Mike Hartung – körsång
- Frithjof Hungnes – körsång, stampningar och handklappningar
- Hans Andreas Horntveth Jahnsen – körsång
- Hanne Mari Karlsen – stampningar och handklappningar
- Amund Maarud – gitarr på "Old de Spain" och "Curvaceous Needs"
- Jørgen Nordby – trummor på "Rockland", fotografi
- Chris Samson – körsång
- Kåre Chr. Vestrheim – körsång

Tekniker
- Jacob Dobewall – ljudtekniker (Propeller Music Division)
- Morgan Nicolaysen – mastering (Propeller Mastering)
- Jon Halvor Nysveen – ljudtekniker (PhatCat Studios)
- Georg Tanderø – ljudmix
- Victor Van Vugt – producent

Medverkande är hämtade ur albumhäftet till Rockland.

## Listplaceringar
| Lista (2015)                  | Högsta position |
| ----------------------------- | --------------- |
| Belgien (Ultratop Flandern)   | 101             |
| Nederländerna (Megacharts)    | 24              |
| Norge (VG-lista)              | 9               |
| Schweiz (Schweizer Hitparade) | 64              |
| Tyskland (GFK Entertainment)  | 5               |
| Österrike (Ö3 Austria Top 40) | 36              |